# Ghoryan (district)
 (novembre 2018).
Le district de Ghoryan est un district situé dans l'ouest de la province d'Hérât, dans l'extrême ouest de l'Afghanistan.

## Situation
Le district, d'une superficie de 7 385 km2, est bordé par l'Iran à l'ouest et au nord-ouest. Il est ensuite bordé par d'autres districts de Hérât, le district de Kohsan (en) au nord, le district de Zinda Jan (en) à l'est et le district d'Adraskan au sud.
La rivière Hari traverse l'extrémité nord-est du district. La frontière avec l'Iran est marécageuse.
Il culmine à 904 m d'altitude

## Population
La population était estimée à 85 900 habitants en 2012.

## Administration
Le centre administratif du district est la ville de Gurian.

## Crédit d'auteurs
- (en) Cet article est partiellement ou en totalité issu de l’article de Wikipédia en anglais intitulé « Ghurian District » (voir la liste des auteurs).